# ATP Challenger Shimizu
Das ATP Challenger Shimizu (offiziell: Shimizu Challenger) war ein Tennisturnier, das 1980 in Shimizu, Japan, stattfand. Es gehörte zur ATP Challenger Tour und wurde im Freien auf Hartplatz gespielt.

## Liste der Sieger

### Einzel
| Jahr | Sieger           | Finalgegner   | Ergebnis      |
| ---- | ---------------- | ------------- | ------------- |
| 1980 | Markus Günthardt | Cliff Letcher | 2:6, 6:4, 6:3 |

### Doppel
| Jahr | Sieger                 | Finalgegner             | Ergebnis      |
| ---- | ---------------------- | ----------------------- | ------------- |
| 1980 | Syd Ball Cliff Letcher | Chris Kachel John Marks | 6:7, 6:3, 6:2 |